# Grigol Mamrikischwili
Grigol Mamrikischwili (georgisch გრიგოლ მამრიკიშვილი; * 2. März 1981) ist ein georgischer Judoka.
Mamrikischwili feierte die größten Erfolge seiner Karriere bei den A-Turnieren in Tbilisi. 2003 wurde er in der Kategorie bis 81 Kilogramm zunächst Dritter, 2004 konnte er das Turnier gewinnen.
Bei den Olympischen Sommerspielen 2004 in Athen unterlag er dem ehemaligen Vizeweltmeister Alexei Budolin in der ersten Runde.